# Soplo cardíaco sistólico
El soplo cardíaco sistólico es un peculiar sonido que se escucha durante la fase de sístole cardíaca. Los soplos sistólicos se clasifican basado en el inicio del soplo o cuando termina, siempre entre los ruidos cardíacos S1 y S2. La mayoría de los casos se deben a estenosis de las válvulas semilunares o por regurgitación de las válvulas auriculoventriculares.c